# Pohár mistrů evropských zemí 1970/1971
Sezóna 1970/71 byla 16. ročníkem Poháru mistrů evropských zemí. Jejím vítězem se stal nizozemský klub AFC Ajax.
V tomto ročníku došlo opět ke změně pravidel. Pokud nerozhodlo pravidlo venkovních gólů, ani prodloužení, nyní rozhodoval penaltový rozstřel místo hodu mincí, proti kterému se vzedmula vlna odporu.

## Předkolo
| Domácí v 1. zápase | Celkem | Hosté v 1. zápase | 1. zápas | 2. zápas |
| ------------------ | ------ | ----------------- | -------- | -------- |
| PFK Levski Sofia   | 3–4    | Austria Wien      | 3–1      | 0–3      |

## První kolo
| Domácí v 1. zápase | Celkem  | Hosté v 1. zápase        | 1. zápas | 2. zápas |
| ------------------ | ------- | ------------------------ | -------- | -------- |
| Cagliari           | 3–1     | Saint-Étienne            | 3–0      | 0–1      |
| Atlético Madrid    | 4–1     | Austria Wien             | 2–0      | 2–1      |
| Rosenborg          | 0–7     | Standard Liège           | 0–2      | 0–5      |
| Göteborg           | 1–6     | Legia Warszawa           | 0–4      | 1–2      |
| 17 Nëntori Tirana  | 2–4     | AFC Ajax                 | 2–2      | 0–2      |
| FK Spartak Moskva  | 4–4 (v) | FC Basel 1893            | 3–2      | 1–2      |
| Glentoran          | 1–4     | Waterford                | 1–3      | 0–1      |
| Celtic FC          | 14–0    | KPV                      | 9–0      | 5–0      |
| Fenerbahçe SK      | 0–5     | Carl Zeiss Jena          | 0–4      | 0–1      |
| Sporting CP        | 9–0     | Floriana FC              | 5–0      | 4–0      |
| Újpesti Dózsa      | 2–4     | FK Crvena zvezda         | 2–0      | 0–4      |
| Feyenoord          | 1–1 (v) | UTA Arad                 | 1–1      | 0–0      |
| EPA Larnaka        | 0–16    | Borussia Mönchengladbach | 0–6      | 0–10     |
| Everton FC         | 9–2     | Keflavík                 | 6–2      | 3–0      |
| Jeunesse Esch      | 1–7     | Panathinaikos            | 1–2      | 0–5      |
| Slovan Bratislava  | 4–3     | Boldklubben 1903         | 2–1      | 2–2      |

## Druhé kolo
| Domácí v 1. zápase       | Celkem        | Hosté v 1. zápase | 1. zápas | 2. zápas |
| ------------------------ | ------------- | ----------------- | -------- | -------- |
| Cagliari                 | 2–4           | Atlético Madrid   | 2–1      | 0–3      |
| Standard Liège           | 1–2           | Legia Warszawa    | 1–0      | 0–2      |
| AFC Ajax                 | 5–1           | FC Basel 1893     | 3–0      | 2–1      |
| Waterford                | 2–10          | Celtic FC         | 0–7      | 2–3      |
| Carl Zeiss Jena          | 4–2           | Sporting CP       | 2–1      | 2–1      |
| FK Crvena zvezda         | 6–1           | UTA Arad          | 3–0      | 3–1      |
| Borussia Mönchengladbach | 2–2 (3–4pen.) | Everton FC        | 1–1      | 1–1      |
| Panathinaikos            | 4–2           | Slovan Bratislava | 3–0      | 1–2      |

## Čtvrtfinále
| Domácí v 1. zápase | Celkem  | Hosté v 1. zápase | 1. zápas | 2. zápas |
| ------------------ | ------- | ----------------- | -------- | -------- |
| Atlético Madrid    | 2–2 (v) | Legia Warszawa    | 1–0      | 1–2      |
| AFC Ajax           | 3–1     | Celtic FC         | 3–0      | 0–1      |
| Carl Zeiss Jena    | 3–6     | FK Crvena zvezda  | 3–2      | 0–4      |
| Everton FC         | 1–1 (v) | Panathinaikos     | 1–1      | 0–0      |

## Semifinále
| Domácí v 1. zápase | Celkem  | Hosté v 1. zápase | 1. zápas | 2. zápas |
| ------------------ | ------- | ----------------- | -------- | -------- |
| Atlético Madrid    | 1–3     | AFC Ajax          | 1–0      | 0–3      |
| FK Crvena zvezda   | 4–4 (v) | Panathinaikos     | 4–1      | 0–3      |

## Finále
| 2. června 1971                 |        |               |                                                                       |
| AFC Ajax                       | 2 – 0  | Panathinaikos | Stadion Wembley, Londýn diváci: 90 000 rozhodčí: Jack Taylor (Anglie) |
| Dick van Dijk 5' Arie Haan 87' | Report |               | Stadion Wembley, Londýn diváci: 90 000 rozhodčí: Jack Taylor (Anglie) |

## Vítěz
| Pohár mistrů evropských zemí 1970/71 AFC Ajax (1. titul) Heinz Stuy, Velibor Vasović , Wim Suurbier, Barry Hulshoff, Nico Rijnders, Johan Neeskens, Sjaak Swart, Gerrie Mühren, Dick van Dijk, Piet Keizer, Johan Cruijff, Horst Blankenburg, Arie Haan, Sies Wever Trenér: Rinus Michels |